# América Televisión
«América Televisión» — перуанский телеканал, владелецем телеканала является «Grupo Plural TV». Начал вещание 15 декабря 1958 года.

## Программы

### Новости
- «América Noticias»
  - «AN: Primera Edición»
  - «AN: Edición Mediodía»
  - «AN: Edición Central»
  - «AN: Edición Sabatina»
  - «AN: Edición Dominical»

### Журналистские расследования
- «Domingo al día»
- «Cuarto poder»
- «S.O.S. América»
- «TEC»

### Разнообразие
- «Americlub»
- «Habla bien»
- «El gran show»
- «Versus»
- «El reventonazo de la chola»
- «Esto es guerra»

### Спортивная программа
- «América Deportes»
- «El show del fútbol»
- «Fútbol en América»

### Оригинал теленовелла
- «Amor de madre»

### Сериалы
- «Роза Гваделупе» (исп. La rosa de Guadalupe)
- «Как говорится» (исп. Como dice el dicho)
- «В фонде есть место[исп.]» (исп. Al fondo hay sitio)

### Турецкая драма
- «Sıla» (тур. Sıla)

### Мексиканские теленовеллы
- «Что не позволите мне[англ.]» (исп. A que no me dejas)
- «Непростительно[англ.]» (исп. Lo imperdonable)
- «Любовь на районе[англ.]» (исп. Amor de barrio)
- «Ловушки любви[англ.]» (исп. Amores con trampa)

### Венесуэльские теленовеллы
- «Бандитки[исп.]» (исп. Las bandidas)